# Castel Sant'Elmo
El Castel Sant'Elmo és un castell medieval i actualment un museu (Museo Napoli Novecento 1910-1980). Està situat al turó del Vomero, a Nàpols. Antigament rebia el nom de Paturcium i va sorgir al lloc on hi havia una església dedicada a Sant'Erasmo (d'on prové Eramo, Ermo i després Elmo).
La construcció va començar al segle xiv i es va acabar al segle xvi. El primer propietari va ser Robert d'Anjou i actualment és propietat de l'ajuntament de Nàpols (Comune di Napoli)
És el castell de més extensió de Nàpols. A l'origen era una torre d'observació normanda anomenada Belforte. Tenia molta importància estratègica donat que des dels seus 250 m d'altitud es pot controlar tota la ciutat, el Golf de Nàpols i els camins d'accés.

## Història

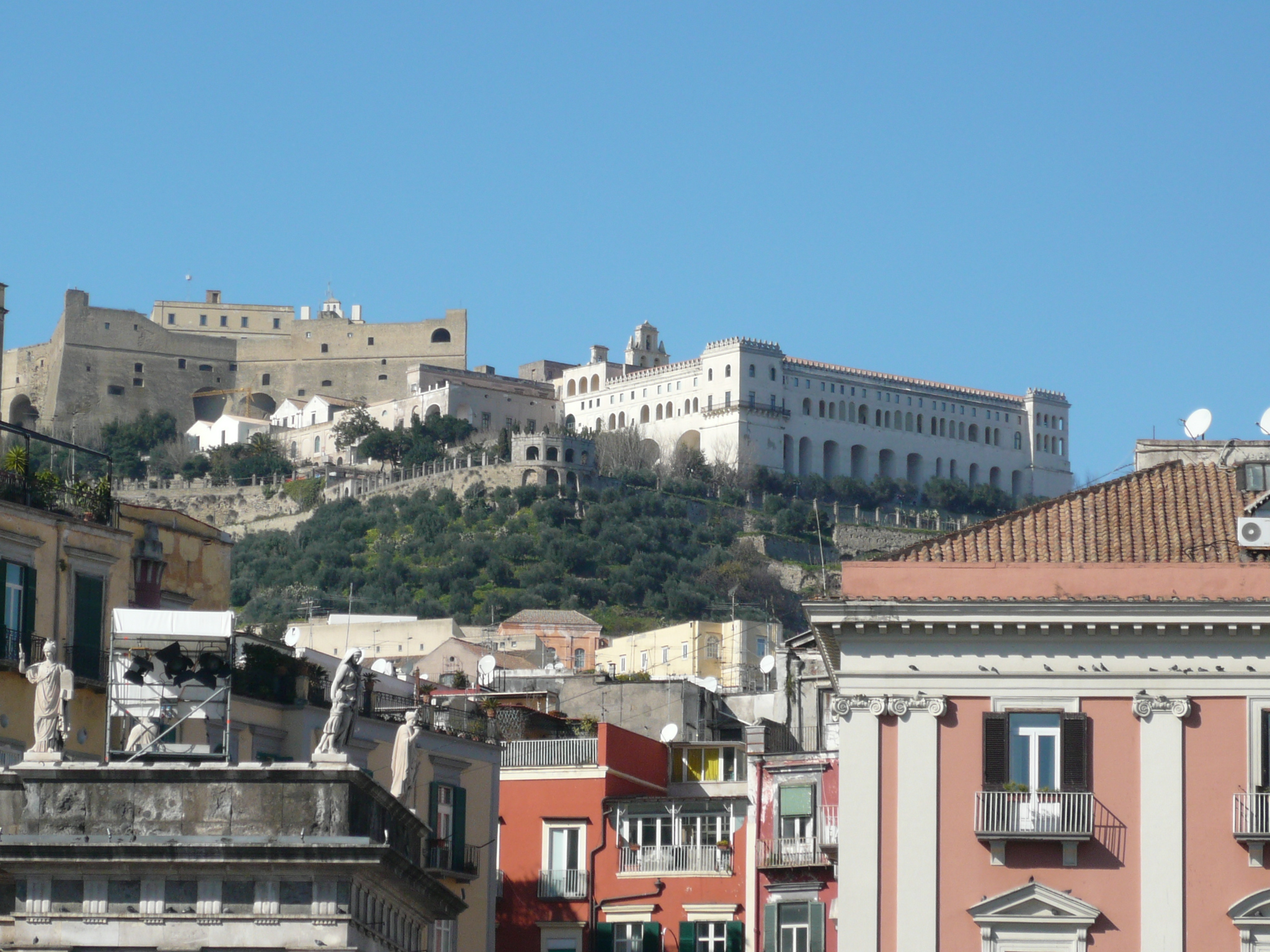
Castel Sant'Elmo i la Certosa di San Martino de la piazza del Plebiscito

Les primeres dades històriques d'aquest castell són del 1329, any en què el rei Robert I de Nàpols va donar ordre al rector de la vicaria de l'església de Sant Erasme, Giovanni de Haya, la construcció d'un palau fortificat, que s'anomenaria Palatium castrum, sobre el cim del turó que domina la ciutat. Els arquitectes encarregats dels treballs van ser Francesco de Vico i Tino di Camaino; a la mort d'aquest darrer el 1336, el va substituir Attanasio Primario, i després d'ell el 1340, Balduccio de Bacza; els treballs es van acabar el 1343 durant el regnat de Joana I.
El castell va tenir una llarga història d'assetjaments i violència: el gener del 1348, després del brutal assassinat d'Andreu d'Hongria, va ser l'objectiu de les armes de foc de Lluís I d'Hongria en venjança per la mort del seu germà, la mort del qual s'atribuïa a la reina Joana I. Després de la rendició de la reina, el castell va ser ocupat per Carles de Durazzo.
El 1416 la reina Joana II de Nàpols va vendre aquest castell per 10.500 ducats a Alfons V d'Aragó. El castell va ser un objectiu militar quan francesos i espanyols competien per tenir la propietat del Regne de Nàpols. Don Pedro de Toledo el va fer reconstruir el 1537 i li va encarregar la feina a Pedro Luis Escrivà el qual el va fer fortificar, una placa de marbre ho commemora.
El 1587 un llamp va caure al dipòsit de la pólvora i va esclatar bona part de la fortalesa, accident que va portar la mort de 150 homes i va causar danys en edificis de la ciutat.

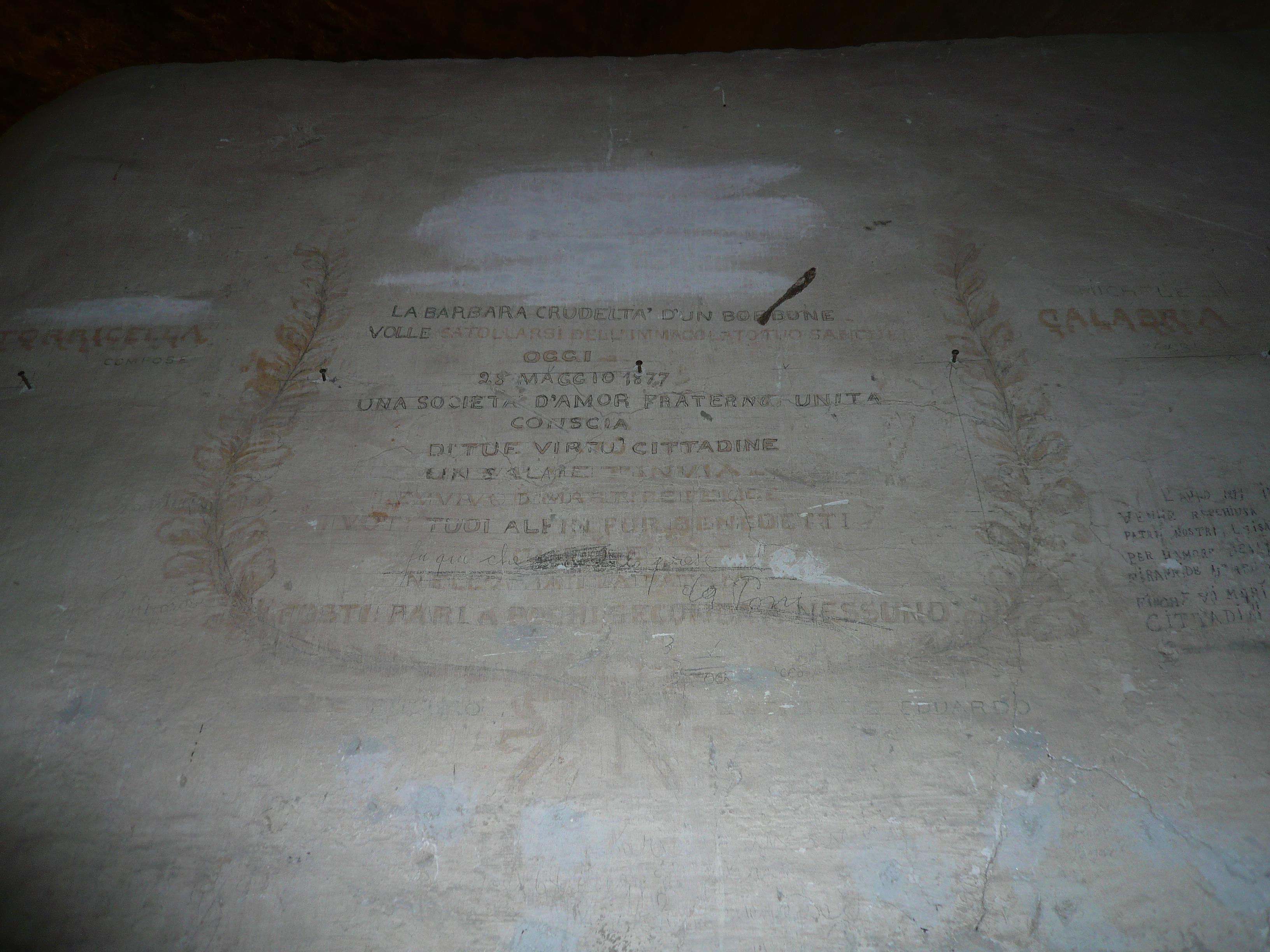
Escrits de presoners

Va esdevenir una presó on hi van estar, entre d'altres: Tommaso Campanella i Giovanna di Capua.
Durant la revolució francesa hi van ser presoners: Mario Pagano, Giuliano Colonna, Gennaro Serra di Cassano, Ettore Carafa.
Després de la caiguda de la República napolitana hi van estar presoners Giustino Fortunato, Domenico Cirillo, Francesco Pignatelli di Strongoli, Giovanni Bausan, Giuseppe Logoteta, Luisa Sanfelice i molts d'altres. Durant el Risorgimento hi van anar a parar Pietro Colletta, Mariano d'Ayala, Carlo Poerio, Silvio Spaventa.

## Arquitectura

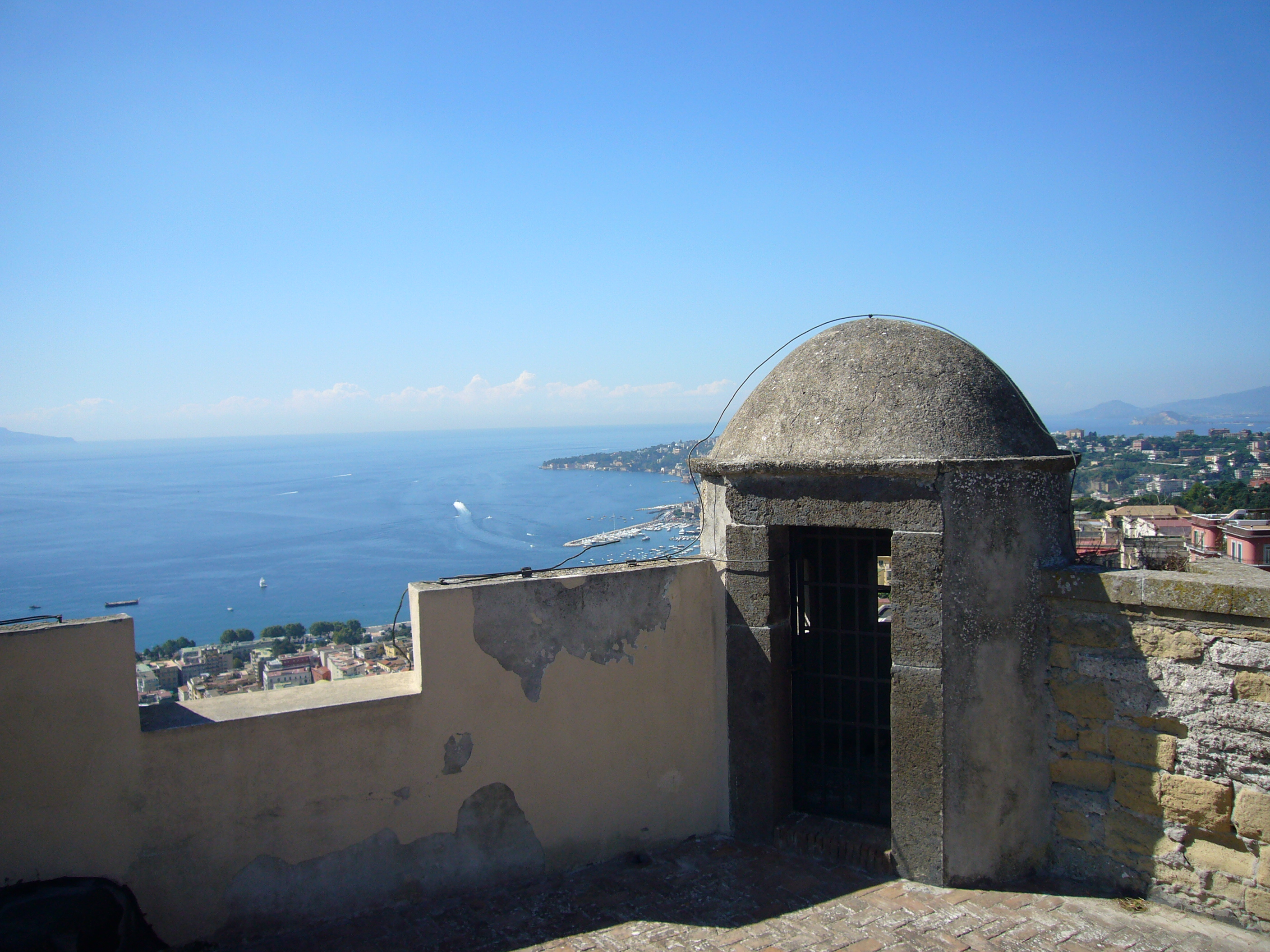
Panorama cap a Posillipo

El castell representa un exemple molt significatiu d'arquitectura militar del segle xvi, però no té torrasses.L'aspecte actual és el que li va donar Pedro Luis Escrivà que va idear una planta en forma d'estrella de sis puntes que sobresurten vint metres per sobre de la part central, i va col·locar a cada costat enormes canoneres. Aquesta insòlita estructura militar privada de torres, va suscitar moltes crítiques i malfiança en el moment de la construcció, però amb els anys es va veure que era molt eficaç. El castell està envoltat per un fossat i a dins té una gran cisterna per l'aprovisionament d'aigua potable. Davant del fossat hi ha una petita església (1682) dedicada, pels espanyols, a la Mare de Déu del Pilar.
Per accedir a l'interior cal passar per una rampa molt pronunciada i travessar un pontet protegit per murs laterals en els quals h ha dotze ranures, sis per banda. Tot seguit s'accedeix a la gruta de l'ermità, un cau on segons la tradició va viure en temps antics un anacoreta.
Sobre el portal fet a pedra de peperino hi ha l'emblema imperial de Carles V amb l'àguila bicèfala i una inscripció en marbre que recorda el seu regnat i el període a càrrec del virrei Pedro de Toledo, marquès de Villafranca. Set troneres asseguraven la defensa del pont llevadís.
A l'entrada, a l'esquerra, es va col·locar en l'època napoleònica, una porta que s'obre cap amunt construïda segons l'estil de l'època. Després d'aquesta segona entrada comença la rampa de l'entrada definitiva al castell: en s'obre la segona corba, a la dreta, una gran finestra que dona a la ciutat i al nucli antic. Més endavant, a la dreta, un portal de tuf i piperino introdueix els locals utilitzats com a presó.

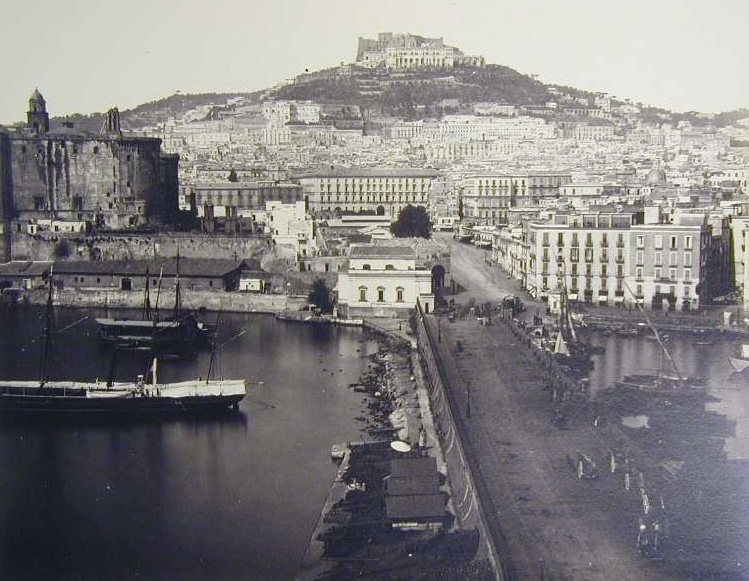
El castell en una foto de Giorgio Sommer (1860-70)

A l'esquerra hi ha una altra habitació amb una finestra gran, des d'on es pot veure la sala destinada als presos comuns. A la dreta de la zona oberta a l'aire hi ha una àmplia escala que condueix a dues cel·les individuals i a una altra sala de presos comuns. A l'esquerra estan els serveis per als presos. Seguint la volta hi ha set grans arcs: el primer s'obre cap al golf de la ciutat, els altres amb vistes sobre el nucli antic. Davant del pati d'armes, cap a l'esquerra, hi ha tres grans obertures més des d'on es pot admirar un panorama que abasta des del districte de Capodichino, el de Capodimonte i el turó dels Camaldoli.
Per sobre de la plaça d'armes s'alça la Torre del Castellà, on estaven les sales que feien d'habitatge al comandant i les altres persones del castell. A sota del pati hi ha dues cisternes per contenir l'aigua en cas de setge. A l'esquerra de la torre hi ha una petita rampa que du a una terrassa des d'on es veu la part occidental de la ciutat. Seguint, a l'esquerra s'accedeix a les sales que van estar habilitades com a presó militar fins al 1915.
Aprofitant el gruix dels murs, en època moderna es va aprofitar per construir dipòsits d'aigua amb capacitat per 400 m³ per subministrar aigua al districte de Vomero. En l'angle exterior d'aquest passeig hi ha una garita borbònica que domina la vist de zona entre el cap de Posil·lipo, Nisida, Cap Miseno i tota la zona Flegrea.
Sobre la gran plaça que hi ha al cim hi ha una petita església dedicada a Sant Erasme, iniciada per l'arquitecte espanyol Pedro Prati el 1547 i continuada per Domenico Fontana. En el seu interior està la tomba del castellà Pedro de Toledo i altres castellans com Martino Galiano, Giovanni Buides (1721) i Francisco Vasquez (1776). Sobre la volta hi ha una pintura al fres que representa l'ascensió de Maria als cels (s. XVIII).
A l'esquerra hi ha una àmplia sala condicionada en època recent per fer exposicions, sens alterar les estructures originals del castell, també és emprada com a sala de congressos.